# Parque El Virrey
Parque El Virrey är en park i Colombia.   Den ligger i departementet Bogotá, i den centrala delen av landet, i huvudstaden Bogotá. Parque El Virrey ligger 2 555 meter över havet.
Terrängen runt Parque El Virrey är varierad. Runt Parque El Virrey är det mycket tätbefolkat, med 4 188 invånare per kvadratkilometer. Närmaste större samhälle är Bogotá, 7,7 km söder om Parque El Virrey. Runt Parque El Virrey är det i huvudsak tätbebyggt.